# Chaetophorocera andina
Chaetophorocera andina là một loài ruồi trong họ Tachinidae.